# Łubowo, West Pomeranian Voivodeship
Łubowo [wuˈbɔvɔ] (tiếng Đức: Lubow)  là một ngôi làng thuộc khu hành chính của Gmina Borne Sulinowo, thuộc hạt Szczecinek, West Pomeranian Voivodeship, ở phía tây bắc Ba Lan. Nó nằm khoảng 10 kilômét (6 mi)   phía tây Borne Sulinowo, 25 km (16 mi) về phía tây nam của Szczecinek, và 121 km (75 mi) về phía đông của thủ đô khu vực Szczecin.
Trước 1772, khu vực này là một phần của Vương quốc Ba Lan, 1772-1945 Phổ và Đức. Để biết thêm về lịch sử của nó, xem Hạt Drahim và Lịch sử của Pomerania.
Ngôi làng có dân số 1.300 người.